# Бюдель-Адами, Аделаида
Аделаида Бюдель-Адами (1840-е — ?) — русская колоратурная певица

 (сопрано) и музыкальный педагог, в конце 1860-х годов выступавшая на сцене Мариинского театра.

## Биография
О детстве и отрочестве Аделаиды Бюдель-Адами информации практически не сохранилось. Прочие биографические сведения о ней очень скудны и отрывочны. Известно лишь то, что Аделаида Бюдель-Адами родилась в 1840-е годы в городе Санкт-Петербурге.
- Аделаида начинала изучение игры на фортепьяно, затем обучалась вокалу в Бесплатной музыкальной школе у Гавриила Якимовича Ломакина, а также совершенствовала исполнение у Пьетро Репетто[4][нет в источнике].
- В 1865 году поступила в Миланскую консерваторию (класс Торелли). Получив необходимые знания, участвовала в оперных театрах Милана («Сан-Радегондо» и «Ла Скала»)[5][нет в источнике].
- С 1866 по 1869 год Аделаида Бюдель-Адами выступала на сцене Мариинского театра в родном городе, где успешно дебютировала в партии «Лючии ди Ламмермур»[3].
- С 1869 дпо 1880-е гг. она с большим успехом играла различные роли на оперных сценах Италии. Обладала лёгким и звонким голосом, имела прекрасную вокальную подготовку, позволявшую справляться с техническими трудностями виртуозного репертуара, и необыкновенное артистическое дарование[3].
- В опере Джузеппе Верди «Травиата» она стала первой в Мариинском театре исполнительницей роли куртизанки Виолетты[3].
- В 1862—1863 гг. Аделаида Бюдель-Адами принимала участие в благотворительных концертах под управлением её бывшего наставника Г. Я. Ломакина, все средства от которых пошли на содержание БМШ, открывшей ей дорогу к Мельпомене[3].
- Её репертуар включал произведения Д. Перголези, Д. Россини, К. Вебера и М. Глинки. Особенно хорошо она исполняла русские романсы А. Даргомыжского и А. Алябьева (нпр. «Соловей» на стихи поэта А. А. Дельвига)[3].
- В 1880-х гг. Аделаида Бюдель-Адами вернулась из Италии в родной Санкт-Петербург, где стала работать музыкальным педагогом[3].
- (Дальнейшая судьба неизвестна).